# Fanny Ketter
Fanny Lucille Ketter (Uppåkra - Staffanstorp, 22 januari 1996) is een Zweedse actrice.

## Biografie
Ketter werd geboren in Uppåkra, een plaats in Staffanstorp als dochter van een visuele artiest en musicus en een communicatiemedewerkster van een Zweedse ngo. Ketter heeft gestudeerd aan de United World Colleges waar zij in 2013 haar diploma haalde, zij studeert nu aan de Red Cross Nordic United World College in Noorwegen.
Ketter begon in 2010 met acteren in de televisieserie Vid vintergatans slut, waarna zij nog enkele rollen speelde in televisieseries en films.

## Filmografie

### Films
Uitgezonderd korte films.
- 2015 Odödliga - als Felicia
- 2014 Her er Harold - als Ebba
- 2012 Bitchkram - als Andrea

### Televisieseries
- 2011 The Bridge - als Anja Björk - 3 afl.
- 2010 Vid vintergatans slut - als Billie - 7 afl.

- Biblioteca Nacional de España: XX5596244
- Gemeinsame Normdatei: 1119928575
- International Standard Name Identifier: 0000 0004 8562 7653
- Nederlandse Thesaurus van Auteursnamen: 402091604
- Virtual International Authority File: 43146285364715371302
- WorldCat: E39PBJcGrYVygm6RpJdg8CpByd